# Darra Thel-Tanis
En el universo de La Guerra de las Galaxias, de George Lucas, Darra Thel-Tanis era un padawan de Soara Antana.  
Estaba con el equipo de jedis que fueron enviados a Korriban, planeta de los Sith, para capturar a Granta Omega, el hijo de Xanatos (un jedi oscuro).  Durante una refriega con los droides de batalla de Omega y los zombis de Korriban, el sable láser de Tru Veld, un compañero padawan, falló.  Él intercambió su sable con Ferus Olin.  Mientras este lo usaba, la potencia se redujo a la mitad.  Darra percibió que Ferus estaba en peligro, y saltó para defenderlo.  Omega disparó al primero y la segunda se interpuso en la trayectoria, salvando al padawan.  Darra recibió el impacto en pleno pecho y murió.
- Datos: Q8466065